# Siraitia grosvenorii
Siraitia grosvenorii o fruto del monje es una especie de planta herbácea perennifolia trepadora perteneciente a la familia  Cucurbitaceae, nativa del sur de China y el norte de Tailandia. La planta se cultiva por su fruto, cuyo extracto es casi 300 veces más dulce que el azúcar y se utiliza en China como edulcorante natural bajo en calorías para bebidas refrescantes, y en la medicina tradicional china para tratar la diabetes y la obesidad.

## Descripción
Es una planta trepadora que alcanza una longitud de 3 a 5 m, subiendo frente a otras plantas por medio de zarcillos que se hilan en todo lo que tocan. Las hojas son estrechas y en forma de corazón de 10 a 20 cm de largo. El fruto es redondo, con un diámetro de 5 a 7 cm, liso, de color amarillo-marrón o verde-marrón en color, que contiene estrías del extremo del tallo fruto de los surcos con una piel dura pero delgada cubierta por pelos finos. El interior de la fruta contiene una pulpa comestible, que, cuando se seca, forma una cáscara fina, de color marrón claro, frágil alrededor de 1mm de espesor. Las semillas son alargadas y la fruta, en su conjunto, casi esférica. La fruta es a veces confundida con su pariente el mangostán púrpura.

## Usos
El fruto se consume fresco, en su contenido, y la amarga corteza se usa para hacer té.
Esta fruta se caracteriza por su dulzura, que se concentra en su jugo. La pulpa contiene 25 a 38% de diversos hidratos de carbono, principalmente fructosa y glucosa. La dulzura de la fruta se incrementa en los mogrósidos, un grupo de los glucósidos triterpenos (saponinas). Los cinco Mogrósidos diferentes están numerados de I a V;. El componente principal es mogrósido V, que también se conoce como esgosida La fruta también contiene vitamina C.

## Cultivo
La germinación de las semillas es lenta y puede tomar varios meses. Se cultiva principalmente en China hasta el sur de la provincia de Guangxi (en su mayoría en las montañas cerca de Guilin), así como en las provincias de Guangdong, Guizhou, Hunan y Jiangxi. Estas montañas se prestan a dar sombra a las plantas que a menudo están rodeadas por la niebla, que las protegen del sol. Sin embargo, el clima de esta provincia del sur es cálido. La planta se encuentra raramente en la naturaleza, por lo que se cultiva desde hace cientos de años.
La planta es la más apreciada por sus dulces frutos, que se utilizan con fines medicinales y como edulcorante. Los frutos se venden generalmente en forma seca, y se utiliza tradicionalmente en infusiones o sopas.
Los agentes activos
El sabor dulce de la fruta proviene principalmente de los mogrósidos, un grupo de triterpenos glucósidos que representan alrededor del 1% de la pulpa de la fruta fresca. A través de la extracción solvente, se puede obtener un polvo que contiene 80% de mogrósidos, el principal es mogrósido-5 (esgoside). Otros agentes similares en la fruta son siamenosida y neomogrosida.
La investigación reciente sugiere que los mogrósidos aislados tienen propiedades antioxidantes y puede tener efectos limitados contra el cáncer.
Los mogrosidos también se han demostrado propiedades para inhibir la inducción del Virus de Epstein-Barr in vitro.
La planta también contiene la glicoproteína momorgrosvin, que se ha demostrado que inhibe la síntesis de la proteína ribosómica.

## Cultivo y comercialización

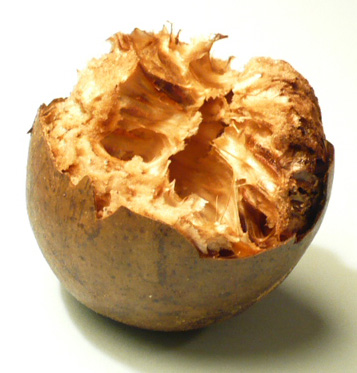
Siraitia grosvenorii fruta seca, cortada abierta y semillas retiradas

Siraitia grosvenorii se cosecha en forma de fruta verde, que se vuelve marrón tras el secado. Rara vez se utiliza en su forma fresca, ya que es difícil de almacenar. Además, desarrolla un sabor podrido en la fermentación, que se suma a los sabores no deseados ya presentes. Por lo tanto, los frutos se secan normalmente antes de su uso y se venden precisamente en esta forma en las tiendas de hierbas chinas. Los frutos se secan lentamente en hornos, para preservación de los mismos y la eliminación de la mayor parte de los aromas no deseados. Sin embargo, esta técnica también conduce a la formación de varios sabores amargos y astringentes. Esto limita el uso de los frutos y extractos secos para la preparación de té, sopa, y como edulcorante para los productos que suelen tener azúcar o miel añadido a ellos.

## El proceso de Procter & Gamble
El proceso para la fabricación de un edulcorante útil a partir de Siraitia grosvenorii se patentó en 1995 por Procter & Gamble. Aunque la Siraitia grosvenorii es muy dulce, tiene demasiados aromas de interferencia, que la hacen inútil para el uso general. La patente que la compañía desarrolló habilita un proceso para la extracción de los aromas de interferencia.
En este proceso, la fruta fresca se cosecha antes de que esté completamente madura, y se madura a continuación en el almacenamiento, por lo que se puede controlar con precisión su grado de madurez. A continuación, se retiran la cáscara y las semillas, y con la pulpa de la fruta se hace un concentrado de fruta o puré. Este se utiliza a continuación, en la producción de alimentos. Los disolventes se utilizan, entre otras cosas, para eliminar los aromas interferentes.

## Historia
Durante la dinastía Tang, Guilin fue uno de los retiros budistas más importantes que contienen muchos templos. La fruta fue nombrada por los arhats ( LUOHAN, 罗汉 ), un grupo de monjes budistas que, debido a su propio modo de vida y la meditación, alcanzaban la iluminación y se dice que eran redimidos. De acuerdo con la historia de China, la fruta fue mencionada por primera vez en los registros de los monjes del siglo XIII que la utilizaron.
Sin embargo, el espacio de plantación era limitado: existía principalmente en las laderas de las montañas Guangxi y Cantón, y en menor grado en Guizhou, Hunan, Jiangxi y Hainan. Esto y la dificultad del cultivo significa que la fruta no se convirtió en parte de la tradición herbal china, que dependía de productos más fácilmente disponibles. Esta es también la razón ninguna mención de que se encuentra en las guías tradicionales de hierbas.
Redescubrimiento occidental en el siglo XX
El primer informe sobre la hierba en inglés se encuentra en un manuscrito inédito escrito en 1938 por el profesor G.W. Groff y Hoh Hin Cheung. El informe señala que los frutos se utilizan a menudo como los principales ingredientes de "bebidas refrescantes", es decir, como remedios para el calor, la fiebre u otras disfunciones tradicionalmente asociadas con el calor o  la inflamación.
Ya se conocía entonces que el jugo de la fruta es muy dulce.
Groff y Hoh se dieron cuenta de que la fruta era un importante recurso interno de China para el tratamiento del resfriado y la neumonía, cuando se consume carne de cerdo. Las entrevistas han confirmado que la fruta ha adquirido importancia recientemente en la historia china. Sin embargo, un pequeño grupo de personas aparentemente había dominado su cultivo desde hace mucho tiempo y había acumulado un amplio conocimiento sobre el crecimiento, la polinización y exigencias climáticas de la planta.
La fruta fue llevada a los Estados Unidos en el siglo XX. Groff la mencionó, durante una visita al ministerio estadounidense de la agricultura en 1917, el botánico Frederick Vernon Coville le mostró una fruta comprada en una tienda china en Washington. Las semillas de la fruta que se había comprado en la tienda china en San Francisco se introdujeron en la descripción botánica de la especie en 1941.
La primera investigación sobre el componente dulce de este fruto se atribuye a CH Lee, quien escribió un informe en inglés en 1975, y también para Tsunematsu Takemoto, que trabajaron en ella a principios de 1980 en Japón (después Takemoto decidió concentrarse en la similar planta dulce, jiaogulan ).

## Taxonomía
La Siraitia grosvenorii fue descrita por (Swingle) C.Jeffrey ex A.M.Lu & Zhi Y.Zhang y publicado en Guihaia 4(1): 29, pl. 1, f. 1–7. 1984.
Etimología
La especie del nombre científico honra a Gilbert Grosvenor, que como presidente de la National Geographic Society ayudó a financiar una expedición en la década de 1930 para encontrar la planta viva donde se cultivaba.
Sinonimia
Momordica grosvenorii Swingle

Thladiantha grosvenorii (Swingle) C.Jeffrey